# Wandzin (Bychawa)
Wandzin – część miasta Bychawa w Polsce położona w województwie lubelskim, w powiecie lubelskim.
1 stycznia 1958 wieś Wandzin stała się częścią Bychawy, w związku z przekształceniem gromady Bychawa (do której Wandzin przynależała od 1954 roku) w miasto. 1 stycznia 1973 część Wandzina (295 ha) wyłączono z Bychawy, tworząc obecną wieś Wandzin.
W latach 1975–1998 miejscowość należała administracyjnie do województwa lubelskiego.